# Лахденкюля
Ла́хденкюля (фин. Lahdenkylä) — посёлок в составе Сортавальского городского поселения Сортавальского района Республики Карелия.

## Общие сведения
Расположен на берегу реки Хелюлянйоки.

## Население
| 2002 | 2009 | 2010 | 2013 |
| ---- | ---- | ---- | ---- |
| 109  | ↗115 | ↘91  | ↘58  |

## Улицы
- ул. Дзержинского
- ул. Дорожная
- ул. Заводская
- ул. Заречная
- ул. Ленина
- ул. Полевая
- ул. Весенняя
- шоссе Хелюльское